# Морско казино (Бургас)
Морското казино в Бургас е разположено на централната алея на Морската градина.
Пред него се разкрива целият Бургаски залив на Черно море, а самата сграда може да бъде видяна от корабите в морето и от мостика (известен като „Моста“). В съвременната сграда на казиното се развиват дейности с широк обхват на дейности, има различни по размер и вид, модерно оборудвани зали, в които могат да се провеждат концерти, театрални спектакли, кино-прожекции, изложби, рецитали, творчески ателиета, обучения и др. От най-високата част на сградата с бинокли и далекогледи може да се наблюдава целият Бургаски залив. В зала „Петя Дубарова“ може да се сключи граждански брак. То е предпочитано място за прекарване на свободното време.

## История
В началото на 1936 г. Бургаската община обявява конкурс за изработване на проект на казино в Морската градина. Заповедта на тогавашния кмет на града Атанас Сиреков – един от най-добрите кметове на Бургас, предизвиква голям интерес. Състезават се 17 проекта. Избран е проектът „333“ на архитект Виктория Ангелова-Винарова, една от първите архитектки в България. Трето място на конкурса заема архитекта Димитър Фингов. Заради наклона на терена изпълнението му е истинско чудо за времето си. Мястото не е избрано случайно – пред него се разкрива целият залив, а самата сграда може да бъде видяна от корабите в морето и от Мостика.
Изпълнението на целия проект струва на местната хазна 2 млн. лева.
Официалното откриване на знаковата бургаска сграда става на 7 август 1938 г. в присъствието на много бургазлии и гости от цялата страна, включително министри, депутати и други официални лица. Със специално разрешение на министъра на транспорта желаещите да видят откриването на един от символите на Бургас могат да пътуват по БДЖ до Бургас със 70 % намаление от цената на билета. Промоцията започва още на 5 август. Зрелищното събитие по откриването продължава една седмица и е запечатано на няколко кино- и фотоленти.
За кратко време след откриването си Казиното се превръща в любимо място за забавления на бургазлии. Заедно с неговото построяване била оформена и цялата зона за разходка до Мостика на бургаския плаж.
След падането на комунизма Казиното дълго време е затворено заради лошото си състояние и липсата на средства за възстановяването. Едва през 2009 година са осигурени средства, а през юли 2010 година започва основна реконструкция на сградата. За по-малко от година Казиното е напълно възстановено. На 26 март 2011 година то отваря официално врати като Културен център „Морско казино“. Сградата на обновеното Морско казино спечелва наградата „Сграда на годината“ за 2011 година.